# Stadion Martina Záblackého
Stadion Martina Záblackého – stadion piłkarski we Vranovicach, w kraju południowomorawskim, w Czechach. Swoje spotkania rozgrywają na nim piłkarze klubu SK Vranovice. 21 maja 2016 roku stadion otrzymał imię lokalnego działacza piłkarskiego, Martina Záblackého. W 1999 roku obiekt był jedną z aren Mistrzostw Europy U-16. Rozegrano na nim jedno spotkanie fazy grupowej tego turnieju (24 kwietnia 1999 roku: Portugalia – Szwajcaria 2:2).